# Evstafii
L’Evstafii (en russe : Евстафий : en français : Eustache) est un cuirassé pré-Dreadnought construit pour la Marine impériale de Russie, navire de tête de sa classe. Au cours de la Première Guerre mondiale, il fut le fleuron de la Flotte de la mer Noire. Ce cuirassé était une version élargie du Potemkine avec une augmentation du blindage et de 4 canons de 203 mm.

## Historique

### Construction
Construit dans les années 1904-1911 à Nikolaïev, l’Evstafii fut conçu selon les plans du colonel A.E Schott. La cérémonie pour la pose de la quille eut lieu le 23 novembre 1904, il fut lancé le 3 novembre 1906 et mis en service le 28 mai 1911.
L’Evstafii fut placé sous le commandement de l'amiral Eberhardt.

### Service dans la Marine impériale de Russie
Avec les cuirassés Potemkine, Jean Chrysostome, Trois Hiérarques et Rostislav, il formait une brigade de cuirassés évoluant en mer Noire. Au début de la Première Guerre mondiale, il était le fleuron de la Flotte de la Mer Noire.

#### Bataille du cap Sarytch
Le 18 novembre 1914, au sud-ouest de Yalta, le groupe de cuirassés dirigé par l’Evstafii (cinq cuirassés, trois croiseurs et un torpilleur) rencontre le croiseur de bataille SMS Goeben, mis sous pavillon ottoman sous le nom d’Yavuz Sultan Selim, accompagné du croiseur léger SMS Breslau,. Le combat dure quinze minutes et les échanges de tirs se produisent à une distance de cinq à sept kilomètres. L’Evstafii tire seize obus de 305 mm dont trois touchent le SMS Goeben provoquant un incendie à bord du croiseur allemand. Le bâtiment allemand tire dix-neuf projectiles de 280 mm sur l’Evstafii (trente-trois marins furent tués, trente-cinq autres blessés).
L’Evstafii prend part aux bombardements sur Varna et assure la protection de la flotte russe lors du mouillage de mines dans le détroit du Bosphore.

#### Révolution d'Octobre 1917
Le 29 novembre 1917, l’Evstafii fut affecté à la Croix-Rouge dans la Flotte de la mer Noire.
En mars 1918, il était ancré dans le port de Sébastopol ; le 1er mai, il fut capturé par les forces allemandes. Après la signature de l'armistice, l’Evstafii fut remis aux troupes anglo-françaises ; les troupes britanniques procédèrent les 22 avril et 24 avril 1919, à la destruction partielle du cuirassé, sur ordre du commandement anglais.

### Service dans la Marine de l'Armée rouge ukrainienne
Le 24 avril 1919, l’Evstafii fut affecté dans la Marine de l'Armée rouge ukrainienne.

### Flotte de l'Armée de la Russie du sud (Armée Blanche)
Deux mois plus tard, soit le 24 juin 1919, la flotte de Wrangel captura l’Evstafii.

### Service dans la Marine soviétique
Après la prise de la ville de Sébastopol par les forces de l'Armée rouge, l’Evstafii fut incorporé dans la Marine soviétique. Trop endommagé, il fut rayé des effectifs de la flotte soviétique le 21 novembre 1925. Il fut démantelé en 1925.